# Municipio de Richwood (Illinois)
El municipio de Richwood (en inglés: Richwood Township) es un municipio ubicado en el condado de Jersey en el estado estadounidense de Illinois. En el año 2010 tenía una población de 653 habitantes y una densidad poblacional de 6,65 personas por km².

## Geografía
El municipio de Richwood se encuentra ubicado en las coordenadas 39°8′1″N 90°32′42″O / 39.13361, -90.54500. Según la Oficina del Censo de los Estados Unidos, el municipio tiene una superficie total de 98.19 km², de la cual 97,55 km² corresponden a tierra firme y (0,65 %) 0,64 km² es agua.

## Demografía
Según el censo de 2010, había 653 personas residiendo en el municipio de Richwood. La densidad de población era de 6,65 hab./km². De los 653 habitantes, el municipio de Richwood estaba compuesto por el 99,39 % blancos, el 0,15 % eran amerindios y el 0,46 % eran de una mezcla de razas. Del total de la población el 0,31 % eran hispanos o latinos de cualquier raza.